# Bergflaggpapegoja
Bergflaggpapegoja (Prioniturus montanus) är en fågel i familjen östpapegojor inom ordningen papegojfåglar.

## Utbredning och systematik
Fågeln förekommer i bergstrakter på Luzon (norra Filippinerna). Den behandlas som monotypisk, det vill säga att den inte delas in i några underarter.

## Status
IUCN kategoriserar arten som nära hotad.